# 포춘 (프로레슬링)
포튠(Fortune) 또는 포츈은 TNA에서 활동하는 프로레슬링 선역 스테이블이다. 2010년 6월 17일 릭 플레어에 의해 결성되었다. 결성초기부터 2011년 1월까지는 악역 스테이블이었으나 그해 2월 연합군이던 임모탈을 배반하면서 선역 스테이블이 된다. 2011년 12월 22일 공식 해산된다.

## 멤버

### 멤버들
| 현 멤버들           | 날짜                               |
| ------------------- | ---------------------------------- |
| AJ 스타일스 (리더)  | 2010년 6월 17일 - 2011년 12월 22일 |
| 제임스 스톰         | 2010년 6월 17일 - 2011년 12월 22일 |
| 카자리안            | 2010년 6월 17일 - 2011년 12월 22일 |
| 더글라스 윌리엄스   | 2010년 8월 12일 - 2010년 11월 18일 |
| 데스먼드 울프       | 2010년 6월 17일 - 2011년 1월 6일   |
| 맷 모건             | 2010년 8월 12일 - 2010년 10월 28일 |
| 릭 플레어 (전 리더) | 2010년 6월 17일 - 2011년 2월 17일  |
| 크리스토퍼 다니엘스 | 2010년 6월 17일 - 2011년 9월 22일  |
| 로버트 루드         | 2010년 6월 17일 - 2011년 11월 3일  |

## 레슬링
- 레슬링 기술

- - 크리스토퍼 다니엘스

- -     - 엔젤스 윙즈(스피닝 더블 언더훅 페이스버스터), BME/베스트 문설트 에버(더블 점프 문설트)

- - AJ 스타일스

- -     - 스타일스 크래쉬(벨리 투 백 인버티드 매트 슬램), 스파이럴 탭(코크스크류 센턴 밤), 슈퍼맨(스프링보드 450° 스플래쉬)

- - 로버트 루드

- -     - 페이 오프(브릿지 피셔맨 수플렉스), 암 트랩 크로스페이스

- - 제임스 스톰

- -     - 라스트 콜(슈퍼킥)

- - 카자리안

- -     - 페이드 투 블랙(닐링 벨리 투 백 파일드라이버), 플럭스 케퍼시터(롤링 문썰트 사이드 슬램) , 웨이브 오브 더 퓨처(스윙 리버스 STO)

- - 데스먼드 울프

- -     - 죠브레이커 래리어트/리바운드 래리어트(펜듀럼 래리어트)

- - 릭 플레어

- -     - 피겨 포 레그락

- - 맷 모건

- -     - 카본 풋프린트(바이시클 킥)

- - 더그 윌리엄스

- -     - 카오스 씨어리(롤링 저먼 수플렉스)

## 챔피언
- TNA

TNA 텔레비전 챔피언 시절의 AJ 스타일스

  - TNA 글로벌/텔레비전 챔피언 1회 - AJ 스타일스
  - TNA 월드 태그팀 챔피언 1회 (현 챔피언) - 비어 머니 Inc. (로버트 루드 & 제임스 스톰)
  - TNA X-디비젼 챔피언

## 같이 보기
- TNA